# Johannes Münder
Johannes Münder (* 6. Dezember 1944) ist ein deutscher Jugendhilferechtler und emeritierter Universitätsprofessor für Rechtswissenschaften an der Technischen Universität Berlin.

## Leben und Wirken
Johannes Münder studierte Rechtswissenschaften und Theaterwissenschaften sowie Politologie an den Universitäten München, Berlin und Regensburg. 1971 legte er das 1. juristische Staatsexamen ab und begann seine Referendarzeit im Oberlandesgerichtsbezirk Nürnberg. Während der Referendarzeit studierte er Soziologie bis zum Vordiplom und promovierte 1973 an der juristischen Fakultät der Universität Regensburg. 1974 legte er das 2. juristische Staatsexamen ab. Nach Arbeiten am Zentrum für interdisziplinäre Forschung der Universität Bielefeld war er beim Bundesministerium für Arbeit und Sozialordnung (Grundsatzreferat Arbeitsmarktpolitik) in Bonn und anschließend an der Fachhochschule Wiesbaden, Bereich Soziale Arbeit tätig. 1979  wurde er Universitätsprofessor, Lehrstuhl für Sozialrecht und Zivilrecht, am Institut für Pädagogik der Technischen Universität Berlin. Zum Ende des Wintersemesters 2009/2010 wurde Münder als tatsächlich letzter Hochschullehrer des aufgelösten Instituts emeritiert.
Münder ist vor allem als Autor und Herausgeber zahlreicher Publikationen auf dem Gebiet des Jugendhilfe-, Sozial- und Familienrechts bekannt, von denen einige – wie sein Kommentar zum SGB VIII – als Standardwerke auf ihrem Gebiet gelten.
Johannes Münder ist mit Rosemarie Münder verheiratet und Vater von zwei erwachsenen Kindern.

## Ehrenamtliches Engagement
Münder war ehrenamtlich tätig, so u. a. bei der Arbeiterwohlfahrt, dem Sozialpädagogischen Institut „Walter May“ in Berlin, dem Institut für soziale Arbeit e.V. in Münster. Im SOS-Kinderdorf Deutschland e.V. engagierte er sich ab 1988 zunächst bis 1992 im Verwaltungsrat und von 1992 bis 2016 im Vorstand, davon in den Jahren 2004–2016 als Vorstandsvorsitzender. Mit seinem Ausscheiden 2016 wurde er zum Ehrenvorsitzenden des SOS-Kinderdorf Deutschland e.V. ernannt.

## Auszeichnungen
- Bundesverdienstkreuzes am Bande.

## Schriften (kleine Auswahl)
- Frankfurter Kommentar zum SGB VIII – Autor und Herausgeber (Alleinherausgeber bis einschließlich 5. Aufl.), 8. Auflage, Nomos, Baden-Baden 2019, ISBN 978-3-8487-2232-7
- Sozialgesetzbuch II, Grundsicherung für Arbeitsuchende: Lehr- und Praxiskommentar Autor und Herausgeber (Alleinherausgeber bis einschließlich6. Auf.), 7. Auflage, Nomos, Baden-Baden 2021, ISBN 978-3-8487-1999-0
- Kinder- und Jugendhilferecht(Alleinautor bis einschließlich 6. Aufl.) – 9. Auflage, Nomos, Baden-Baden 2020, ISBN 978-3-8252-4498-9.
- Familienrecht (Alleinautor bis einschließlich 5. Aufl.) – 8. Auflage, Nomos, Baden-Baden 2021, ISBN 978-3-8252-3942-8

| Personendaten    | Personendaten                        |
| ---------------- | ------------------------------------ |
| NAME             | Münder, Johannes                     |
| KURZBESCHREIBUNG | deutscher Jurist und Hochschullehrer |
| GEBURTSDATUM     | 6. Dezember 1944                     |